# Провенская роза

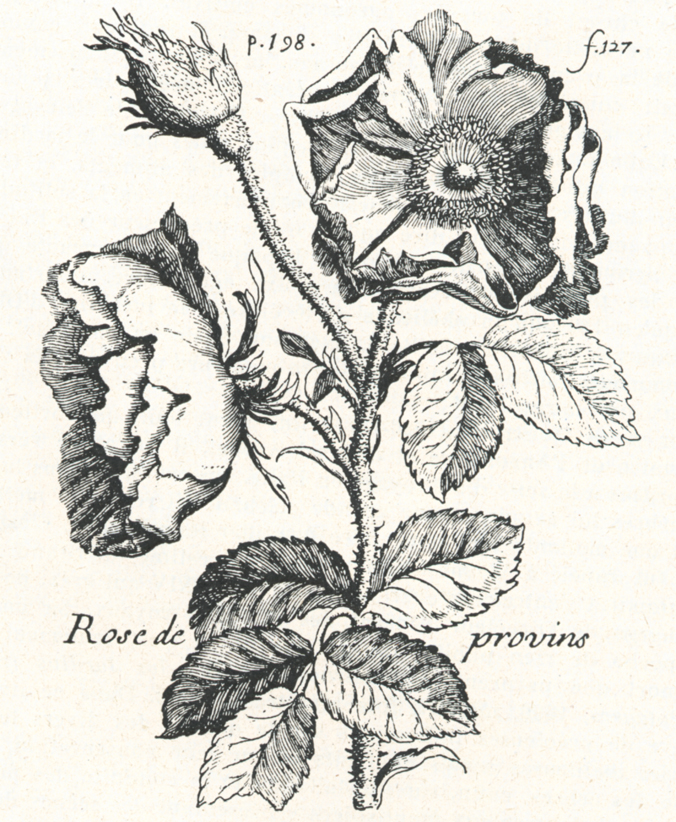
Провенская роза. Гравюра Пьера Поме (1658—1699)

Прове́нская роза (часто ошибочно упоминается, как прованская), она же французская роза — старинный сорт роз красного цвета, выращивавшийся во французском городе Провене (который расположен не в Провансе) и в его окрестностях; один из основных объектов культурного наследия города.
Согласно легенде, провенская роза была привезена во Францию из Святой земли графом Шампани Тибо IV (1201—1253) в 1240 году, по возвращении из Крестовых походов с тем, чтобы высадить эти цветы непревзойдённого качества в своём замке в Провене. В 1933 году местный садовод и краевед Шарль Коше-Коше (1866—1936) поставил эту легенду под сомнение, утверждая, что роза Провена — не что иное, как Rosa gallica, широко распространённая во Франции. В то же время другие источники приписывают ввоз провенской розы герцогу Анжуйскому Рене (1409—1480) в XV веке.
По одной из версий, Эдмунд Горбун (1245—1296), будучи сюзереном Провена, принял эту алую розу как герб рода Ланкастеров.
Toi que la fortune comble de tous ses dons
Enfant gâté de la victoire,
Amuse-toi, ici, de ces quelques bonbons
Pour te délasser de la gloire.

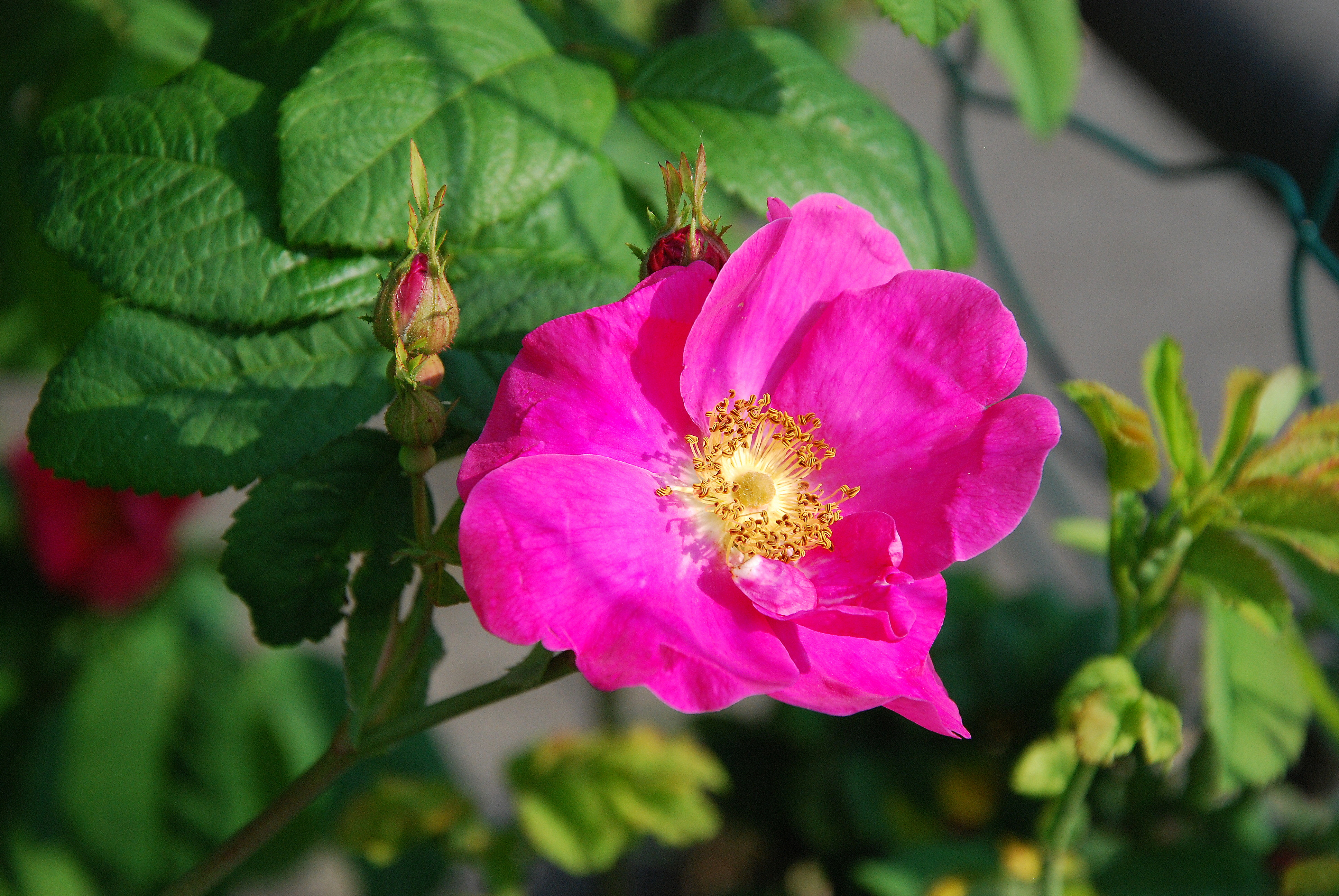
Rosa gallica Officinalis, сорт, близкий к розе Провена

Сухими лепестками провенской розы традиционно наполняли саше. Считается, что с 1310 года такие саше вручались в качестве подарка всем важным лицам, посещавшим Провен. В частности, их получали Карл VII, Жанна д’Арк, Франциск I, Генрих II и его супруга Екатерина Медичи. Людовик XIV, побывавший в городе четыре раза, имел право как на цветы, так и на варенье из роз. В 1681 году, во время своего последнего визита, он получил 24 фунта последнего. Согласно городскому преданию, Наполеон получил в дополнение к розам конфеты, вручение которых сопровождалось чтением стихов. Королю Карлу X, посетившему город в 1828 году, варенье вручили двенадцать юных девушек.
К концу XVIII века красные розы самого разного происхождения, поступающие на рынок в большом количестве, стали вытеснять провенскую розу. Использование цветов из Провена в парфюмерии и фармацевтике практически прекратилось незадолго до Французской революции; уже в начале XIX века парижские парфюмеры предпочитали закупать более свежие дамасские розы, выращиваемые в парижском пригороде Пюто.